# Quảng Phú, Lương Tài
Quảng Phú là một xã thuộc huyện Lương Tài, tỉnh Bắc Ninh, Việt Nam.
Xã Quảng Phú có diện tích 10,97 km², dân số năm 1999 là 10375 người, mật độ dân số đạt 946 người/km².
Các thôn: Quảng Nạp; Tuyên Bá, Lĩnh Mai; Thanh Gia; Phú Thọ; Quảng Bố